# Richtlinien für die Anlage von Straßen – Netzgestaltung
Die Richtlinien für die Anlage von Straßen – Teil: Netzgestaltung (kurz RAS-N) waren ein in Deutschland gültiges technisches Regelwerk und befasste sich im Wesentlichen mit der Einteilung der deutschen Straßen in verschiedene Kategoriengruppen. Der offizielle Name lautet allerdings Richtlinien für die Anlage von Straßen, Teil: Leitfaden für die funktionale Gliederung des Straßennetzes.
Die RAS-N war seit 1988 gültig und ersetzte die Richtlinien für die Anlage von Landstraßen, Teil: Straßennetzgestaltung (RAL-N) von 1977. Die RAS-N wurde im Oktober 2008 durch die Richtlinien für integrierte Netzgestaltung (kurz RIN) ersetzt.

## Inhalt
Die RAS-N bestand aus drei Hauptabschnitten. Der erste Abschnitt befasste sich mit den Grundsätzen der Straßennetzgestaltung und nannte dort unter anderem Planungsziele des Straßenbaus. Der zweite Abschnitt regelte die Einteilung der Straßen nach Straßenkategorien. Dafür wurden Straßenfunktionen, Verbindungsfunktionen und Kategoriengruppen definiert. Der dritte Abschnitt behandelte die funktionsgerechte Gestaltung des Straßennetzes. Im Anhang der Richtlinie wurden Anwendungsbeispiele zur Bestimmung der Verbindungsfunktion und Straßenkategorie aufgezeigt.

## Erläuterungen

### Straßenfunktion
Die RAS-N unterscheidet zwischen drei verschiedenen Straßenfunktionen:
- Verbindungsfunktion
- Erschließungsfunktion
- Aufenthaltsfunktion

Aus diesen Funktionen, die auch gemischt auftreten können, lassen sich im Folgenden Kategoriegruppen bilden.

### Kategoriegruppen
Bei den Kategoriengruppen unterscheidet man zwischen der Lage der Straße, ob diese angebaut oder anbaufrei ist und nach der hauptsächlichen Funktion der Straße. Dabei handelt es sich um folgende Kategorien:
- A – außerhalb bebauter Gebiete, anbaufrei und mit Verbindungsfunktion
- B – innerhalb bebauter Gebiete, anbaufrei und mit Verbindungsfunktion
- C – innerhalb bebauter Gebiete, angebaut und mit Verbindungsfunktion
- D – innerhalb bebauter Gebiete, angebaut und mit Erschließungsfunktion
- E – innerhalb bebauter Gebiete, angebaut und mit Aufenthaltsfunktion

Straßen der Kategorie A, B und C werden als Verbindungsstraßen bezeichnet.

### Verbindungsfunktionsstufen
Bei der Verbindungsfunktion unterscheidet man 6 Gruppen:
- I – großräumige Straßenverbindung – verbindet Oberzentren
- II – überregionale/regionale Straßenverbindung – verbindet Mittelzentren
- III – zwischengemeindliche Straßenverbindung – verbindet Grundzentren
- IV – flächenerschließende Straßenverbindung – verbindet Gemeinden oder Ortsteile
- V – untergeordnete Straßenverbindung – verbindet Grundstücke
- VI – Wegeverbindung

### Kombination aus Kategorie und Funktion
Die Verknüpfungsmatrix aus der Straßenkategorie und der Verbindungsfunktion ergibt theoretisch 30 verschiedene Kombinationsmöglichkeiten, z. B. B III. Allerdings werden nicht alle in der Praxis umgesetzt, da sie zu unlogischen Verbindungen führen oder sich gravierende Nutzungskonflikte ergeben. Die Kombinationen D I, E I, und E II werden als nicht vertretbar angesehen, die Kombinationen C I, D II und E III gelten als sehr problematisch, die Kombinationen B I, C II, D III und E IV gelten als problematisch und die Kombinationen B V, B VI, C V, C VI und D VI kommen in der Regel nicht vor und haben deshalb keine praktische Bedeutung.
|   | I | II | III | IV | V | VI |
| - | - | -- | --- | -- | - | -- |
| A |   |    |     |    |   |    |
| B |   |    |     |    |   |    |
| C |   |    |     |    |   |    |
| D |   |    |     |    |   |    |
| E |   |    |     |    |   |    |

|  | Stand der Technik          |
|  | problematisch              |
|  | sehr problematisch         |
|  | nicht vertretbar           |
|  | keine praktische Bedeutung |